# 당구공
- 러시안 풀, 카이사—68 mm (2+11⁄16 in)
- 3쿠션 당구—61.5 mm (2+7⁄16 in)
- 미국 스타일 내기 당구—57 mm (2+1⁄4 in)
- 스누커—52.5 mm (2+1⁄15 in)
- 영국 스타일 —51 mm (2 in) - 어린이들을 위한 조그마한 테이블

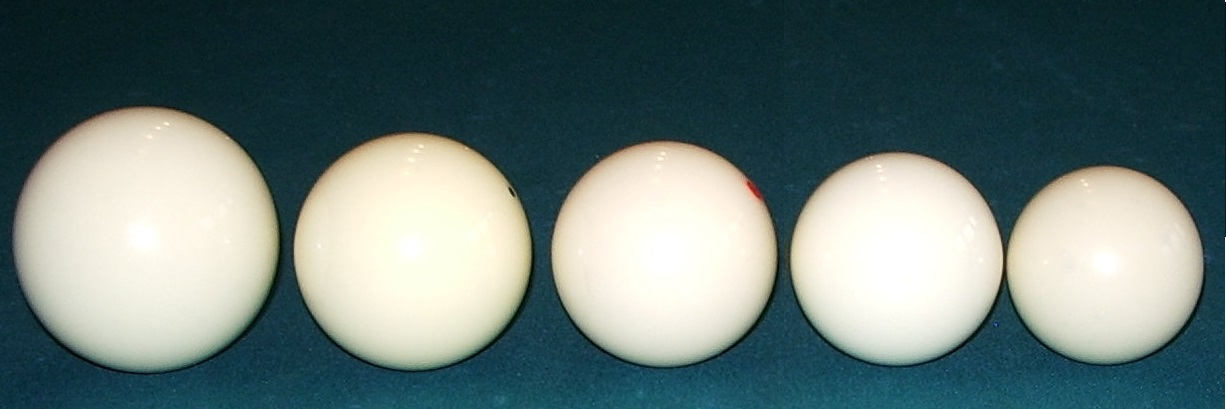
큐볼. (왼쪽에서 오른쪽)
- 러시안 풀, 카이사—68 mm (in)
- 3쿠션 당구—61.5 mm (in)
- 미국 스타일 내기 당구—57 mm (in)
- 스누커—52.5 mm (in)
- - 영국 스타일 —51 mm (2 in) - 어린이들을 위한 조그마한 테이블

당구공(撞球 - , 영어: billiard ball)은 3쿠션 당구, 내기 당구, 스누커, 포켓볼과 같은 당구 경기에 쓰이는 딱딱하고 조그마한 공이다.

## 종류

### 수구
수구는 당구에서 목적구(오브젝트 볼)를 맞추기 위해 쓰는 공이다. 대부분 합성수지로 만들어졌으며 상아로 만든 것도 있다. 큐볼이라고도 부른다. 큐볼위 종류도 여러가지가 있으며, 보통 흰색이지만 다른 색도 있다.

### 목적구
목적구는 당구에서 수구로 맞혀야 하는 공이다. 대부분 합성수지로 만들어졌으며 상아로 만든 것도 있다. 오브젝트 볼이라고도 한다.
오브젝트 볼 중 단색과 숫자가 있는 공은 컬러 볼이라고 부르고, 줄무늬가 있는 공은 스트라이프 볼이라고 부른다. 1~8번구 까지가 컬러 볼, 9~15번구 까지가 스트라이프 볼이다. 목적구의 색은 1,9번구는 노란색, 2,10번구는 파란색, 3,11번구는 빨간색, 4,12는 보라색, 5,13번구 주황색, 6,14번구 녹색, 7,15번구 적갈색, 8번구는 검은색이다. 8번구만이 검은 색인 이유는 8번구를 통해 승부가 결정나기 때문이다. 또 16~21번구도 있는데, 특정 게임에서만 사용하는 볼이며, 16번은 검은색, 17번은 노란색, 18번은 파란색, 19번은 빨간색, 20번은 보라색, 21번은 주황색이다.

## 규격(지름)
- 캐럼 게임용 : 61.5mm
- 4구 게임용 : 65.5mm
- 포켓 게임용 : 57.1mm
- 스누커 : 52.4mm